# Багатопроменева антена
Багатопроменева антена — антена, діаграма спрямованості якої містить багато головних променів.

## Опис
Багатопроменева антена складається з випромінювальної частини, діаграмоутворювального пристрою (ДУП) та входів антени. Випромінювальна частина багатопроменевої антени являє собою або решітку випромінювачів, або розкрив апертурної антени. Основний елемент багатопроменевої антени, званий діаграмоутворювальним пристроєм, призначений для формування амплітудно-фазового розподілу поля у випромінювальній частині залежно від сигналу, що надходить на відповідний вхід антени.

## Класифікація
Багатопроменеві антени діляться на два великих класи: апертурні та антенні решітки.
Апертурні багатопроменеві антени, в яких ДУП є сукупністю опромінювачів із дзеркалом або лінзою, виконують на основі сповільнювальної лінзи, лінзи Люнеберга, дзеркально-параболічної антени, дводзеркальної антени тощо. Апертурні багатопроменеві антени дозволяють сформувати діаграму спрямованості з малими бічними пелюстками. Проте коефіцієнт використання поверхні (КВП) таких антен досить низький. Іншими недоліками є громіздкість конструкції та значна маса.
Діаграмоутворювальну схему (ДУС) багатопроменевих антенних решіток проектують на основі матриці Батлера або матриці Бласса. ДУС на основі матриці Батлера називають паралельною, а на основі матриці Бласса — послідовною. Найефективніше багатопроменеві діаграми спрямованості реалізуються за допомогою цифрових антенних решіток.